# Roman Potocki
Roman Potocki (16. prosince 1851 Antoniny na Volyni nebo Łańcut – 24. září 1915 Łańcut) byl rakouský šlechtic a politik polské národnosti z Haliče, v 2. polovině 19. století poslanec Říšské rady.

## Biografie
Jeho otcem byl politik a ministr Alfred Potocki. V roce 1885 se oženil v Berlíně. Jeho manželkou byla Betka Radziwill. Byl veřejně a politicky aktivní. V letech 1882–1913 zasedal jako poslanec Haličského zemského sněmu. Na sněmu zastupoval obvod Peremyšlany. Zastával také úřad okresního starosty v Łańcutu. Většinu času pobýval na svém zámku v Łańcutu, měl ovšem také velký palác ve Lvově, kde bydlel zejména během zasedání zemského sněmu. Měl rovněž byt ve Vídni. Zimu trávil v různých evropských metropolích nebo na riviéře. Na zámku v Łańcutu pořádal slavné hony, na kterých se účastnily rakouské aristokratické špičky. Dlouhodobě zastával funkci předsedy krakovského jezdeckého spolku. V roce 1879 získal titul komořího, roku 1896 se stal tajným radou. Roku 1908 získal Řád zlatého rouna.
Působil též jako poslanec Říšské rady (celostátního parlamentu Předlitavska), kde usedl v doplňovacích volbách roku 1882 za kurii venkovských obcí v Haliči, obvod Berežany, Rohatyn, Podhajce atd. Slib složil 5. prosince 1882. Mandát obhájil ve volbách roku 1885. Poslancem byl až do roku 1889. 26. listopadu 1889 byl povolán do Panské sněmovny (nevolená horní komora Říšské rady). Ve volebním období 1879–1885 se uvádí jako hrabě Roman Potocki, statkář, bytem Lvov. Patřil mezi polské národní poslance. Reprezentoval parlamentní Polský klub. V Panské sněmovně se připojil ke klubu pravice.
Zemřel na svém zámku v Łańcutu v září 1915.

## Vyznamenání
- 1171. rytíř Řádu zlatého rouna (Rakousko-Uhersko, 1908)[6]
- rytíř velkokříže Řádu Karla III. (Španělsko, 1906)[7]
- rytíř velkokříže Řádu svatého Řehoře Velikého (Vatikán, 1900)